# Bittelbronn (Horb)

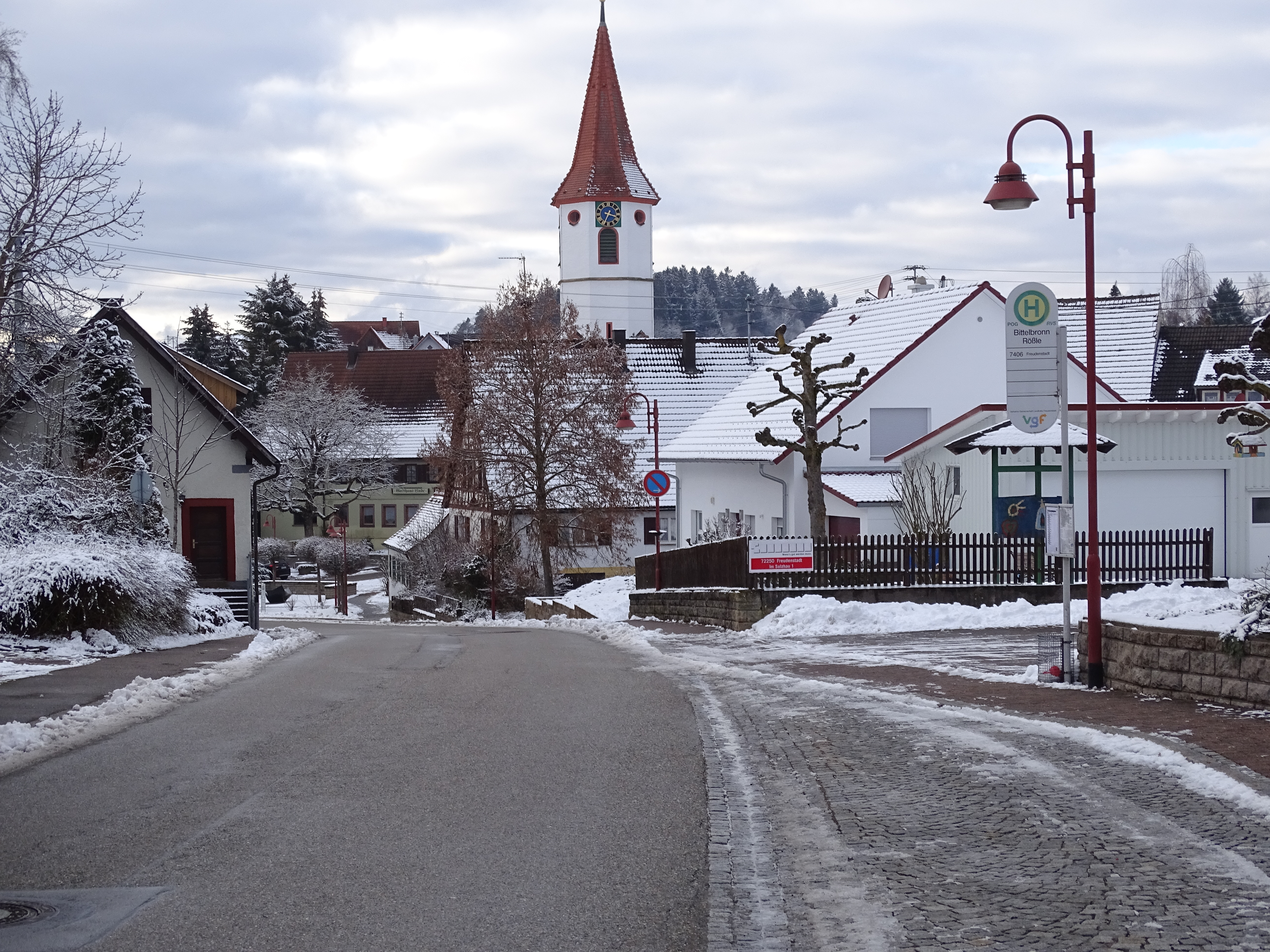
Bittelbronn (Horb) Ortsansicht mit St.-Georg-Kirche

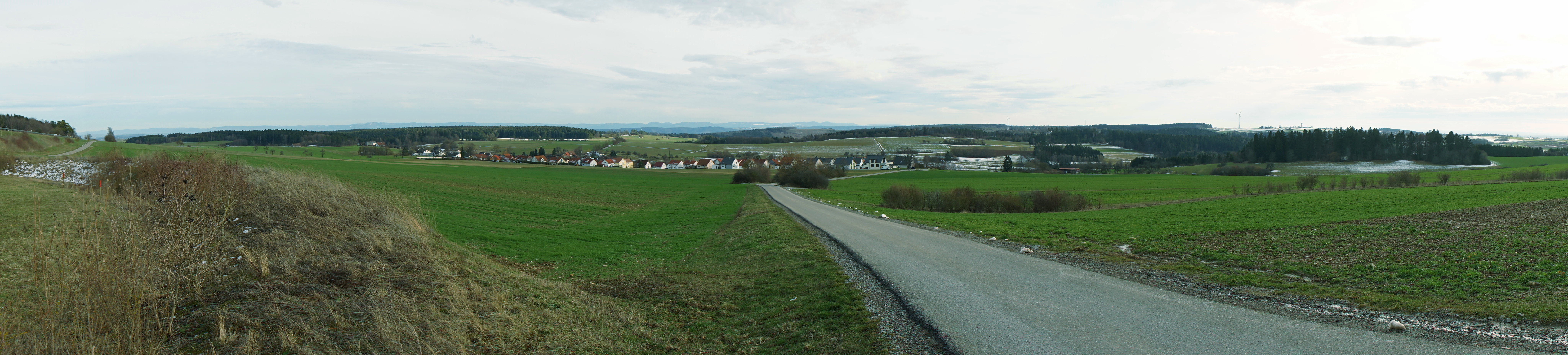
Bittelbronn mit Landschaft

Bittelbronn ist ein Stadtteil von Horb am Neckar. Bittelbronn liegt 9,3 Kilometer westlich von Horb auf der Muschelkalkhöhe über dem Dießener Tal.
Am 1. Januar 1974 wurde Bittelbronn in die Stadt Horb am Neckar eingegliedert.

## Verkehr
Bittelbronn hat einen Haltepunkt an der Bahnstrecke Eutingen im Gäu–Freudenstadt. Dieser wird alle 120 Minuten von Regional-Express-Zügen der Relation Stuttgart-Freudenstadt angefahren. In diesem Rhythmus hält alternierend auch die Linie S41 der Karlsruher Stadtbahn, sodass sich ein Stunden-Takt ergibt. Am Ort vorbei läuft die Bundesstraße B28a, die Horb und Freudenstadt verbindet.